# John Fowler (Eisenbahningenieur)

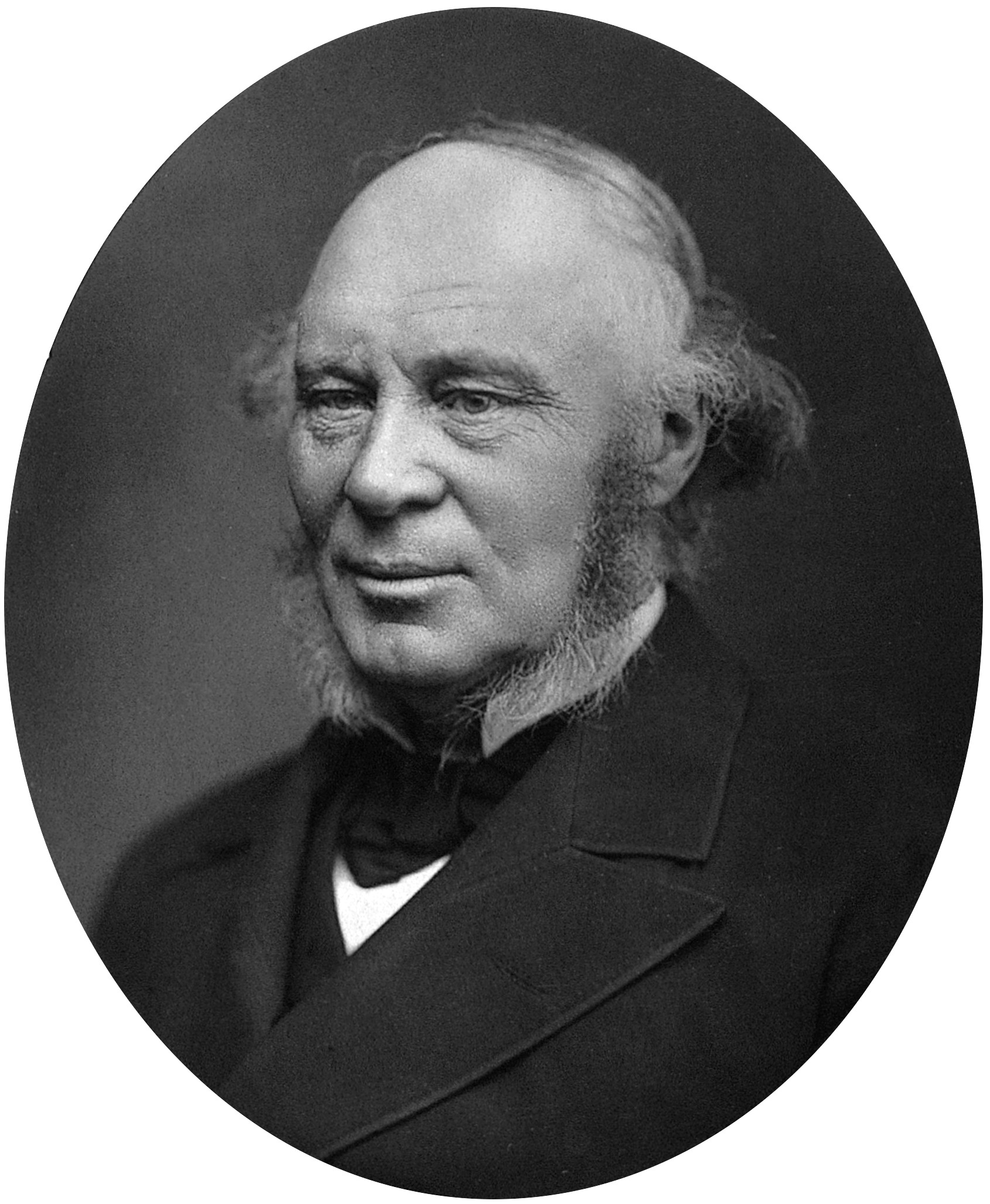
John Fowler

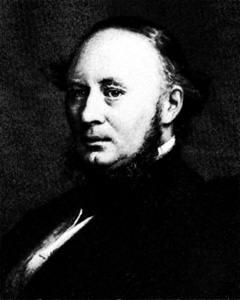
John Fowler, Gravurbild von 1868 von Thomas Oldham Barlow nach einem Porträt von Sir John Everett Millais

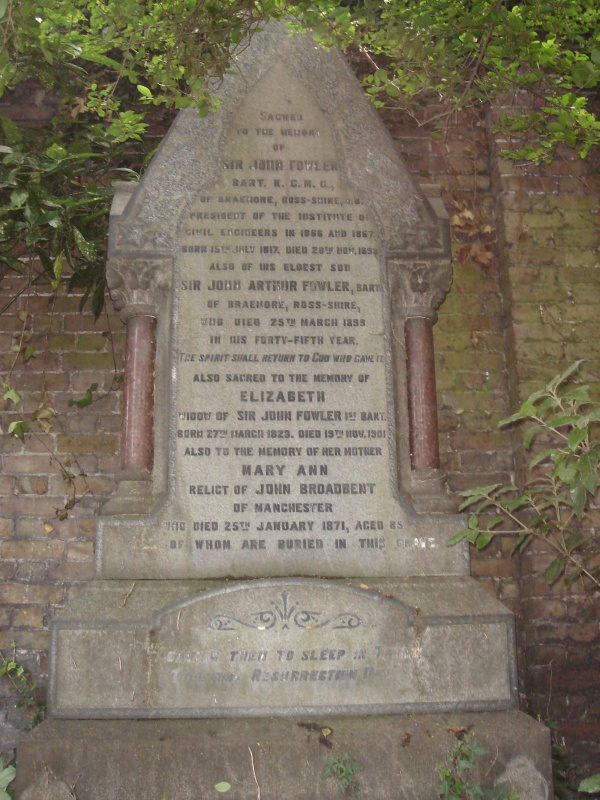
Grabstein

Sir John Fowler (* 15. Juli 1817 in Wadsley; † 10. November 1898 in Bournemouth) war ein Eisenbahningenieur und Brückenbauer des Viktorianischen Zeitalters in England. Er arbeitete an der ersten Untergrundbahn in London (Metropolitan Railway) mit, war an der „Metropolitan-Linie“ in den 1860er Jahren beteiligt und baute die Forth Bridge in Schottland.

## Leben
Fowler wurde in Wadsley, Hillsborough, bei Sheffield in South Yorkshire in England geboren.
Zuerst arbeitete er bei dem Wasserbauingenieur Leather, der damals die großen Wasserreservoirs für Sheffield konstruierte. Gleichzeitig widmete er sich dem Eisenbahnwesen und machte die Vorarbeiten für die Linie Stourbridge-Birmingham, die Brunel auszuführen begann, er aber vollendete. Er wurde Ingenieur und später Betriebsdirektor der Stockton- und Hartlepoolbahn, 1843 Chefingenieur für den Bahnkomplex Manchester-Sheffield-Lincolnshire und beteiligte sich auch nach seiner Übersiedlung nach London mehrfach an Eisenbahnbauten, Konstruktion von Hafenanlagen etc. 1844 machte er sich selbstständig. Den größten Namen erwarb er sich durch den Bau der 1853 begonnenen unterirdischen Londoner Eisenbahn und der Konstruktion der eigentümlichen Lokomotive für diese Bahn (siehe unten). Er beschäftigte sich auch mit dem Bau von Lokomotiven eigenen Systems für landwirtschaftliche und militärische Zwecke und wandte als Transmission das Drahtseil an, welches er hiermit in die Landwirtschaft und Industrie einführte. Als Präsident der Institution of Civil Engineers, der jüngste in diesem Amt, bemühte er sich ab 1865 um eine bessere Vorbildung der Ingenieure. Später war er bis 1880 Chefingenieur der Eisenbahnen in Ägypten und plante eine Bahn in den Sudan. 1885 wurde er zum Ritter geschlagen (K.C.M.G.) und nach dem Bau der Forthbrücke wurde er 1890 zum Baronet ernannt. 1887 wurde er zum Fellow der Royal Society of Edinburgh gewählt.
Er starb in Bournemouth in Dorset im Alter von 81 Jahren und ist auf dem Brompton Cemetery in London begraben.

## Brückenbau
Zusammen mit Benjamin Baker entwarf er als leitender Ingenieur die Firth-of-Forth-Brücke, eine Auslegerbrücke, und die Millwall-Dock-Anlagen in Ost-London. Er wurde zu Rate gezogen, als 1891 bei der Eisenbahnstrecke London-Brighton eine Eisenbrücke im sogenannten Norwood-Junction-Unfall zusammenbrach, als ein Zug darüber fuhr. Der Träger war gebrochen, weil ein großes inneres Loch darin war, das beim Bau nicht bemerkt worden war. Da Fowler die meisten Brücken dieser Linie entworfen und gebaut hatte, riet er dazu, dass viele davon verstärkt oder ersetzt werden sollten, weil die Lokomotiven jetzt schwerer geworden waren verglichen mit der Zeit, als die Brücken gebaut worden waren.
Weitere Bauwerke von Fowler sind die nahezu baugleichen Albert Edward Bridge in Coalbrookdale, Shropshire von 1864 und die Victoria Bridge in Upper Arley, Worcestershire von 1861. Beide Brücken sind noch heute als Eisenbahnbrücken über den Severn in Nutzung. Außerdem baute er:
- Findhorn Railway Viaduct (1897)
- Grosvenor Bridge (1860)

Nach dem Tod von Isambard Kingdom Brunel im Jahr 1859 war Fowler beratender Ingenieur bei der Great Western Railway Company. Ihm zu Ehren wurde eine Lokomotivenklasse der Great Western Railway „Fowler“ genannt.

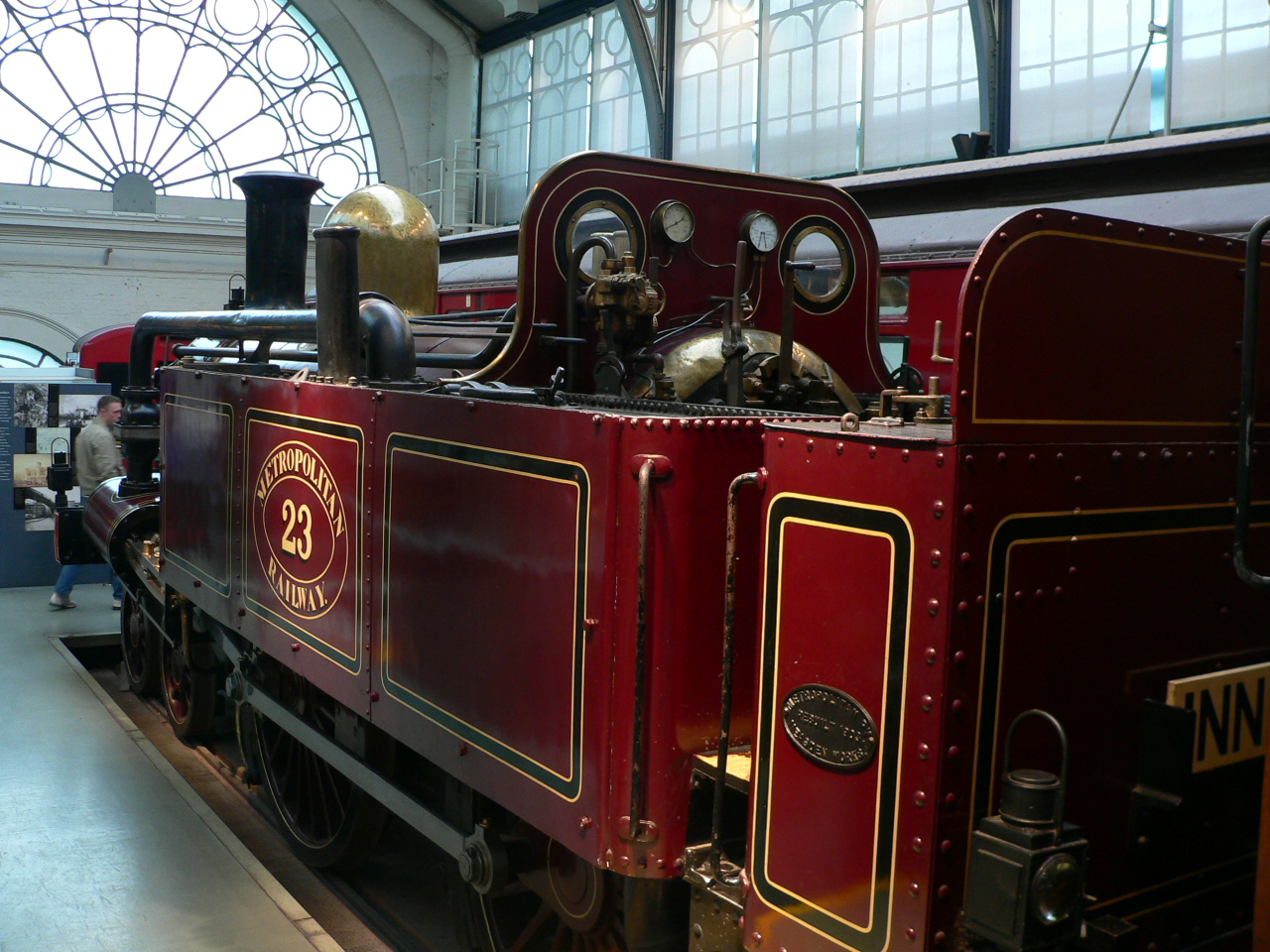
Fowler’s Ghost der Metropolitan-Railway-Linie

## Die Lokomotive „Fowler’s Ghost“
Fowler hat auch eine experimentelle feuerlose Lokomotive entworfen, die den Spitznamen „Fowler’s Ghost“ trug. Sie wurde in den 1860er Jahren auf der Metropolitan-Railway-Linie ausprobiert. Sie speicherte Energie in erhitzten Ziegelsteinen nach dem Prinzip des Wärmespeichers, war aber nicht erfolgreich. Drei technische Varianten dieser Lokomotiven wurden entworfen, aber nur eine gebaut. Auf normalen Strecken sollte sie mit Kohlenfeuer fahren, aber in Tunneln auf die gespeicherte Energie zurückgreifen. Die von Robert Stephenson and Company gebaute Lokomotive wurde schließlich 1865 verkauft und Isaac Watt Boulton erhielt einige Teile.